# Omnibusverkehr Rhein-Nahe

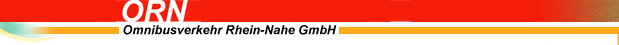
Erstes Logo der Omnibusverkehr Rhein-Nahe

Zweites Logo der Omnibusverkehr Rhein-Nahe

Die ORN Omnibusverkehr Rhein-Nahe GmbH (ORN) war ein Verkehrsunternehmen des öffentlichen Nahverkehrs. Sie entstand 1989 aus einer regionalen Bahnbus-Gesellschaft und war später eine Tochtergesellschaft von DB Regio Bus Mitte. Sie trat später unter dem neuen Namen DB BAHN – Rhein-Nahe-Bus auf.
Das Verkehrsgebiet lag in Rheinland-Pfalz und umfasste die Stadt Worms sowie die Landkreise Bad Kreuznach, Mainz-Bingen und Alzey-Worms.
Das Unternehmen beschäftigte knapp 500 Mitarbeiter und besaß Niederlassungen in Albig (bei Alzey), Bad Kreuznach und Mainz. Im Sommer 2023 verschmolz ORN auf die DB Regio Bus Mitte.

## Standorte

### Betriebshof Mainz
Am Betriebshof in Mainz auf dem Gelände der ehemaligen Dragoner-Kaserne betrieb die ORN eine moderne Buswerkstatt mit Waschhalle. Diese wurde im Jahr 2019 in Betrieb genommen und kostete nach Angaben der DB ca. 8,5 Millionen Euro.
In Mainz werden Fahrzeuge der DB Regio Bus Mitte mit Sitz in Mainz gewartet und repariert. Diese Fahrzeuge sind unter anderem im Auftrag der Mainzer Verkehrsgesellschaft im Mainzer Stadtverkehr sowie des RMV auf Linien in Wiesbaden und Umgebung im Einsatz.

### Betriebshof Albig
In Albig nahe der Kreisstadt Alzey betrieb die ORN ebenfalls eine kleine Werkstatt, welche auch über eine Waschhalle und Betriebstankstelle verfügt.

### Abstellplätze
Neben den Betriebshöfen hatte die ORN noch mehrere Abstellplätze in ihrem Liniengebiet, unter anderem in Bad Kreuznach.

## Linien
Die ORN betrieb im Rhein-Nahe-Raum fast alle Regionalbuslinien. Mit der Kommunalisierung des Busverkehrs durch die Kommunalverkehr Rhein Nahe GmbH (KRN) im Jahr 2022 werden nur noch einzelne Leistungen im Auftrag der KRN gefahren. Zusätzlich betreibt die ORN jedoch den Stadtverkehr in Alzey.
Bis 2007 war die ORN auch für den Regionalbusverkehr im Rheingau-Taunus-Kreis zuständig. Diese Aufgabe wurde von der Rheingau-Taunus-Verkehrsgesellschaft übernommen, in der Folge fuhr die ORN hier nur noch „im Auftrag“ und bedient deutlich weniger Linien als zuvor. Auch hier versuchte man, Gemeinschaftslinien aufzubauen.

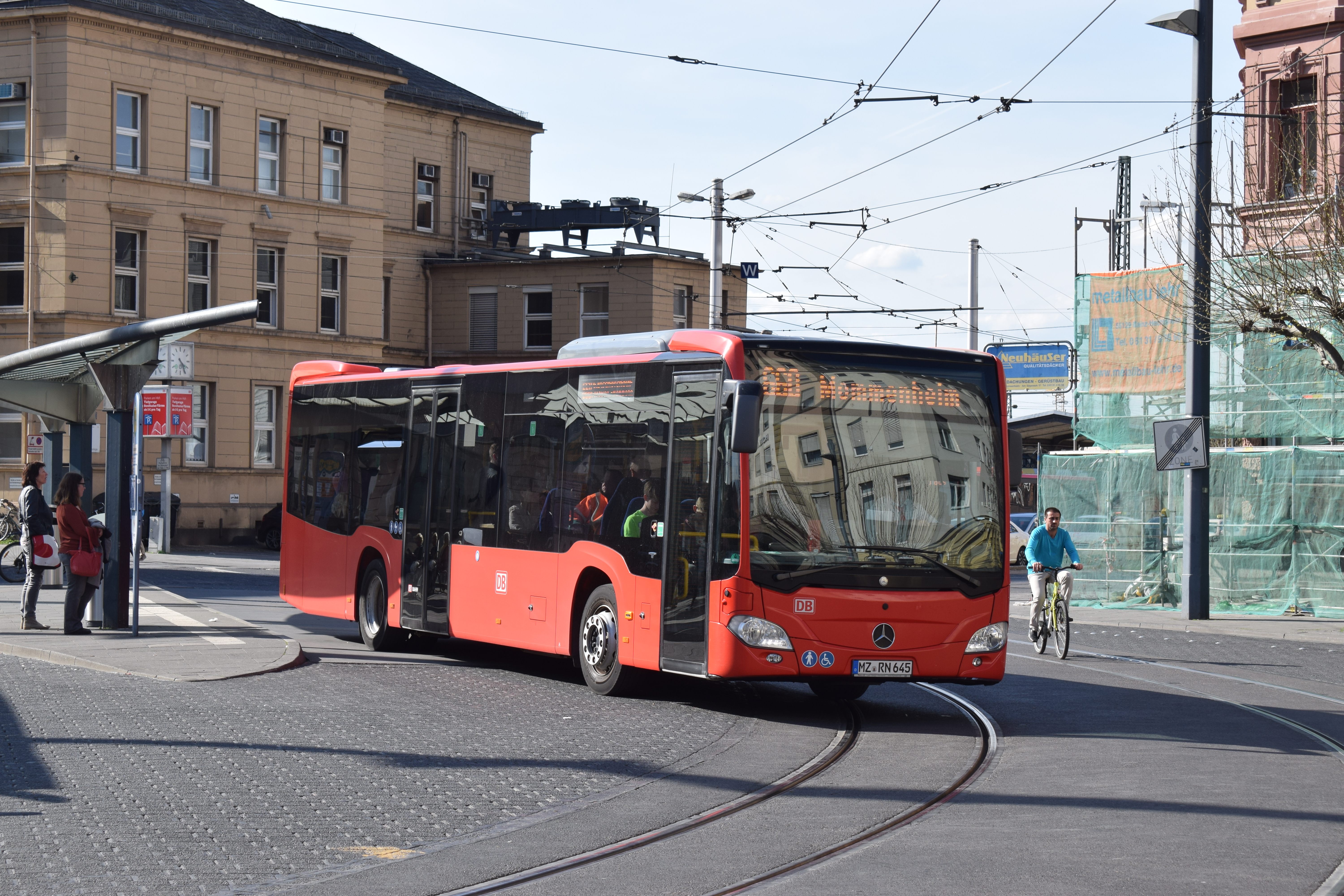
Bus der ORN am Mainzer Hauptbahnhof

## Tochterunternehmen

### Südwest Mobil

Logo Südwest Mobil GmbH

Die Südwest Mobil GmbH mit Sitz in Mainz entstand zum 28. Juli 2009 aus dem Ende Dezember 1993 gegründeten Bad Kreuznacher Unternehmen Bacchus-Reisen GmbH und war bis zum 3. August 2016 ein Tochterunternehmen der ORN. Es wurde in die Rheinpfalzbus GmbH, nun DB Regio Bus Südwest GmbH, verschmolzen.